# Пинтауро, Дэнни
Дэниел Джон Пинтауро (англ. Daniel John Pintauro; род. 6 января 1976 года, Миллтаун, Нью-Джерси, США) — американский актёр, наиболее известный по ролям Джонатана Бауэра в сериале «Кто здесь босс?» и Тэда Трентона в фильме «Куджо».

## Личная жизнь
Дэнни Пинтауро родился 6 января 1976 года в Миллтауне (Нью-Джерси, США). Он единственный сын агента Маргарет Л. Силкокс и менеджера Джона Дж. Пинтауро. Закончил Стэнфордский университет, где изучал актёрское мастерство, театр и английскую литературу. Открытый гей. Совершил камин-аут в интервью National Enquirer в 1997 году. В 2014 заключил брак со своим партнёром Уилом Табаресом. В 2015 году Пинтауро рассказал, что уже 12 лет живёт с ВИЧ.

## Карьера
С трёх лет Пинтауро снимался в рекламных роликах, а в 1982 году получил роль в популярной мыльной опере «Пока вращается мир». Самой известной работой на большом экране для актёра стала роль Тэда Трентона в триллере «Куджо» по книге Стивена Кинга, за которую Пинтауро получил свою первую номинацию на «Young Artist Awards».
С 1984 по 1992 год Дэнни играет Джонатана, сына Анджелы Бауэр, в популярном ситкоме «Кто здесь босс?». На протяжении всех восьми сезонов он входит в основной актёрский состав сериала вместе с Тони Данца, Джудит Лайт, Алиссой Милано и Кэтрин Хелмонд. За свою работу в шоу Пинтауро пять раз подряд (1985—1989) номинируется на «Young Artist Awards» как «лучший юный телеактёр», и удостаивается награды в 1986 году.
В 1990-е Дэнни почти не появляется на экране: в это время он получает образование и начинает делать карьеру в театре. Позже он продолжает сниматься, появляясь в фильме «Всё ещё жизнь» (2007) и сериале «Втайне от родителей» (2010).

## Фильмография
| Год       |   | Русское название                    | Оригинальное название                    | Роль           |
| --------- | - | ----------------------------------- | ---------------------------------------- | -------------- |
| 1982—1985 | с | Как вращается мир                   | As the World Turns                       | Пол Райан      |
| 1983      | ф | Куджо                               | Cujo                                     | Тэд Трентон    |
| 1984      | ф | Дорогая Лола                        | The Beniker Gang                         | Бен Беникер    |
| 1984—1992 | с | Кто здесь босс?                     | Who's the Boss?                          | Джонатан Бауэр |
| 1987      | с | Путь на небеса                      | Highway to Heaven                        | Алекс          |
| 1987      | ф | Путешественники во времени          | Timestalkers                             | Билли Маккензи |
| 1990      | ф | Большой секс-скандал по-американски | The Great American Sex Scandal           | Кевин Уорт     |
| 2007      | ф | Всё ещё жизнь                       | The Still Life                           | Стефан         |
| 2010      | с | Втайне от родителей                 | The Secret Life of the American Teenager | Майкл          |

## Награды и номинации
| Год  | Премия        | Номинация                            | Работа          | Итог      |
| ---- | ------------- | ------------------------------------ | --------------- | --------- |
| 1983 | Молодой актёр | Лучший актёр второго плана в фильме  | Куджо           | Номинация |
| 1985 | Молодой актёр | Лучший актёр второго плана в сериале | Кто здесь босс? | Номинация |
| 1986 | Молодой актёр | Лучший актёр в сериале               | Кто здесь босс? | Победа    |
| 1987 | Молодой актёр | Лучший актёр в комедийном сериале    | Кто здесь босс? | Номинация |
| 1988 | Молодой актёр | Лучший актёр в комедийном сериале    | Кто здесь босс? | Номинация |
| 1989 | Молодой актёр | Лучший актёр в сериале               | Кто здесь босс? | Номинация |